# Anti-Revolutionaire Partij

Logo in de jaren 70.

De Anti-Revolutionaire Partij (afgekort ARP, AR-Partij of AR) was de eerste politieke partij in Nederland. Ze bouwde verder aan een al bestaande parlementaire stroming, die was begonnen door Guillaume Groen van Prinsterer. De naam 'antirevolutionair' verwijst naar het verwerpen van de ideeën van de Franse Revolutie.

## Geschiedenis

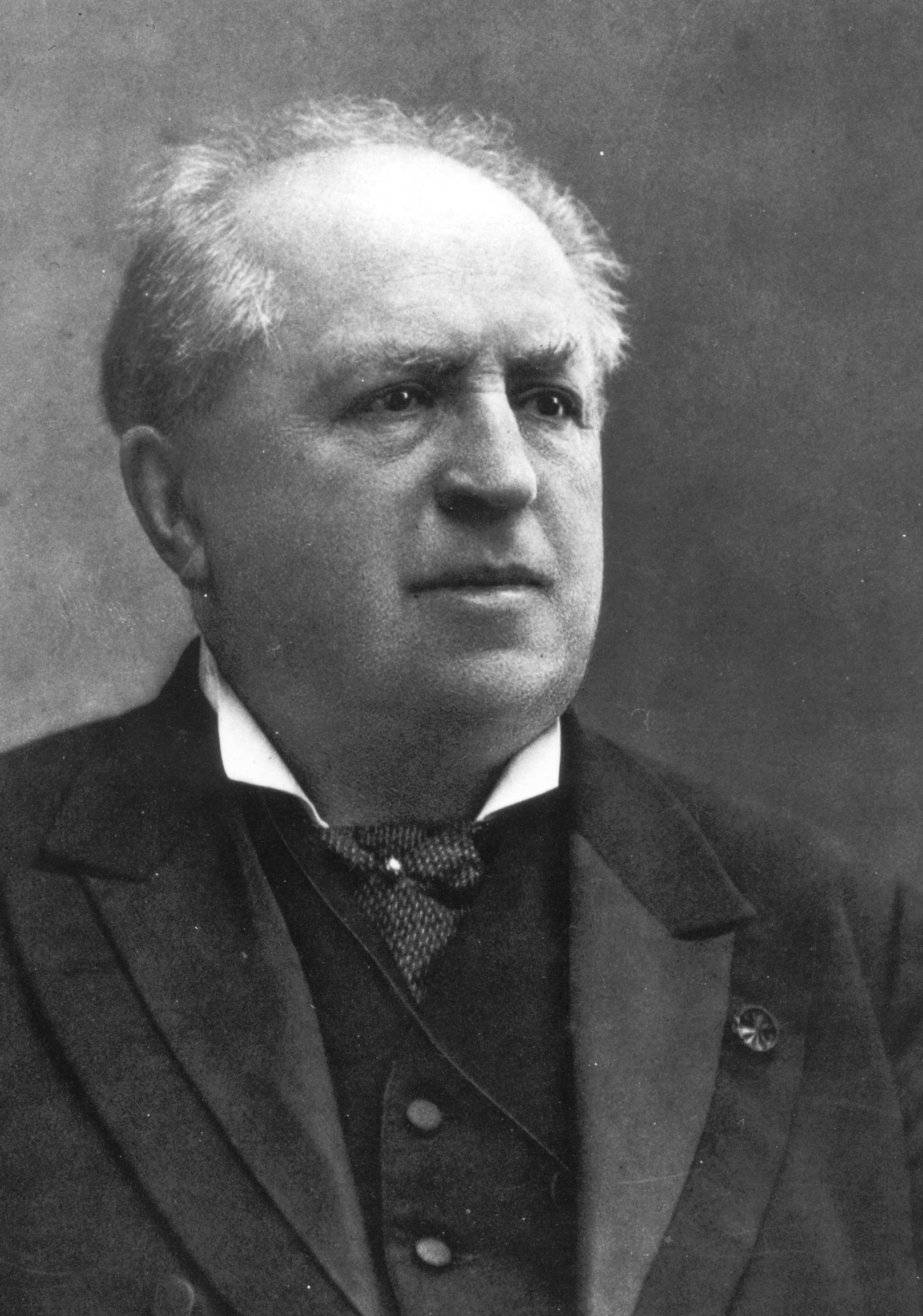
Abraham Kuyper

De partij werd opgericht door Abraham Kuyper in 1879. Het belangrijkste strijdpunt van de ARP was de gelijkstelling van het openbaar en bijzonder onderwijs, wat zich uitte in de schoolstrijd. De traditionele achterban van de ARP werd gevormd door de (neo)calvinistische 'kleine luyden'. Kuyper begreep dat hij meer zetels nodig had om invloed uit te oefenen en pleitte daarom voor uitbreiding van het kiesrecht, hetgeen daadwerkelijk geschiedde in 1917. De politieke strategie van Kuyper was de antithese, het bewerkstelligen van een politieke scheidslijn tussen confessionele partijen enerzijds, zoals zijn eigen ARP en de katholieken, en de seculiere partijen anderzijds. Hiermee kon hij een meerderheid krijgen voor zijn politieke standpunten.
De ARP had een sterke binding met de (mede door Kuyper gestichte) Gereformeerde Kerken in Nederland (kortweg Gereformeerde Kerk genoemd); ruim 80% van de ARP-kiezers was gereformeerd. Eenzelfde percentage van de ARP-bestuurders was lid van dit kerkgenootschap, de overigen kwamen vooral uit de Gereformeerde Bond in de Nederlandse Hervormde Kerk en de Christelijke Gereformeerde Kerk bij de ARP. Vaak zaten voor de ARP dominees in de Tweede Kamer.
De ARP had een sterke aanhang in Friesland, Overijssel en Zeeland, en op het Zuid-Hollandse platteland. De gemeenten Urk, Grijpskerke, Grootegast, Almkerk en Zuidland golden als grootste bolwerken van de ARP. De Veluwe gold als een christelijk-historisch bolwerk met aanhangers van de CHU.

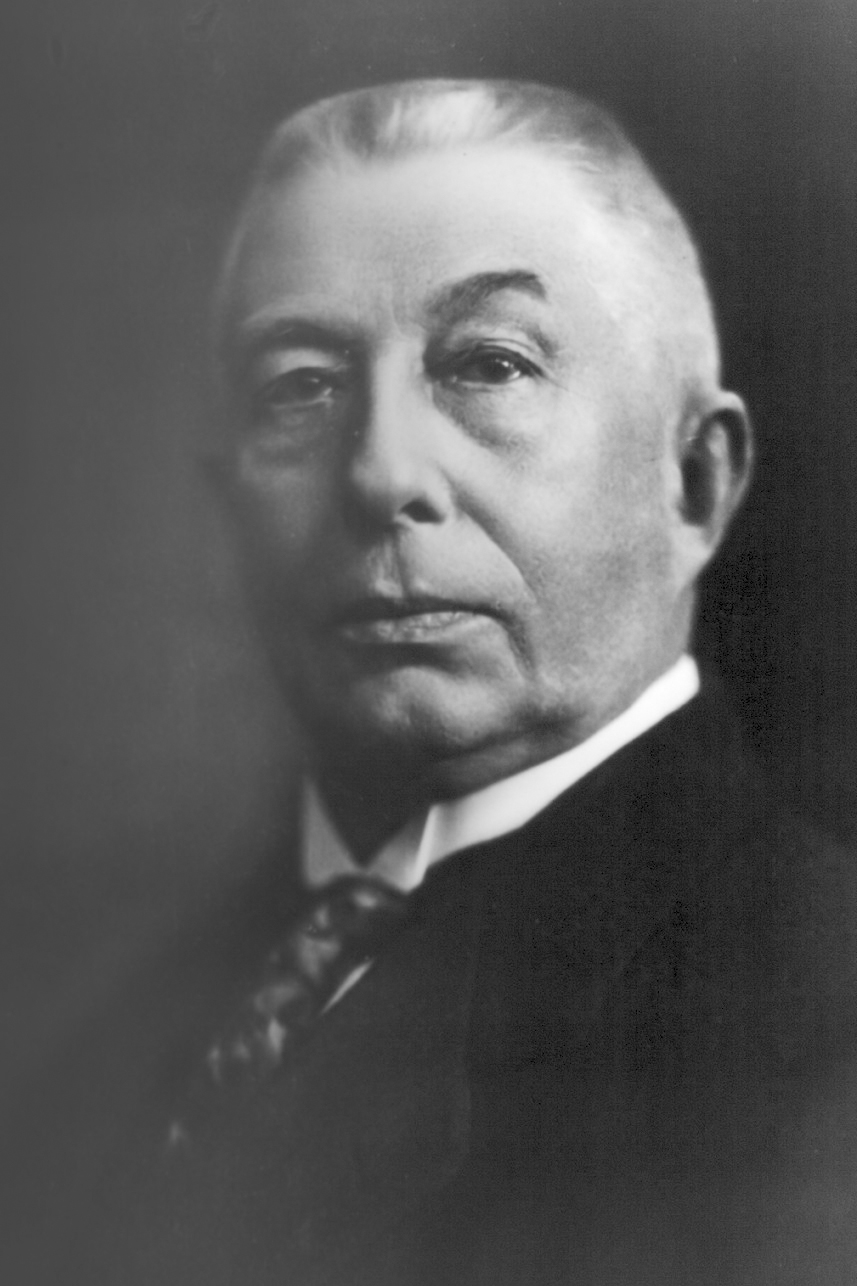
Hendrikus Colijn

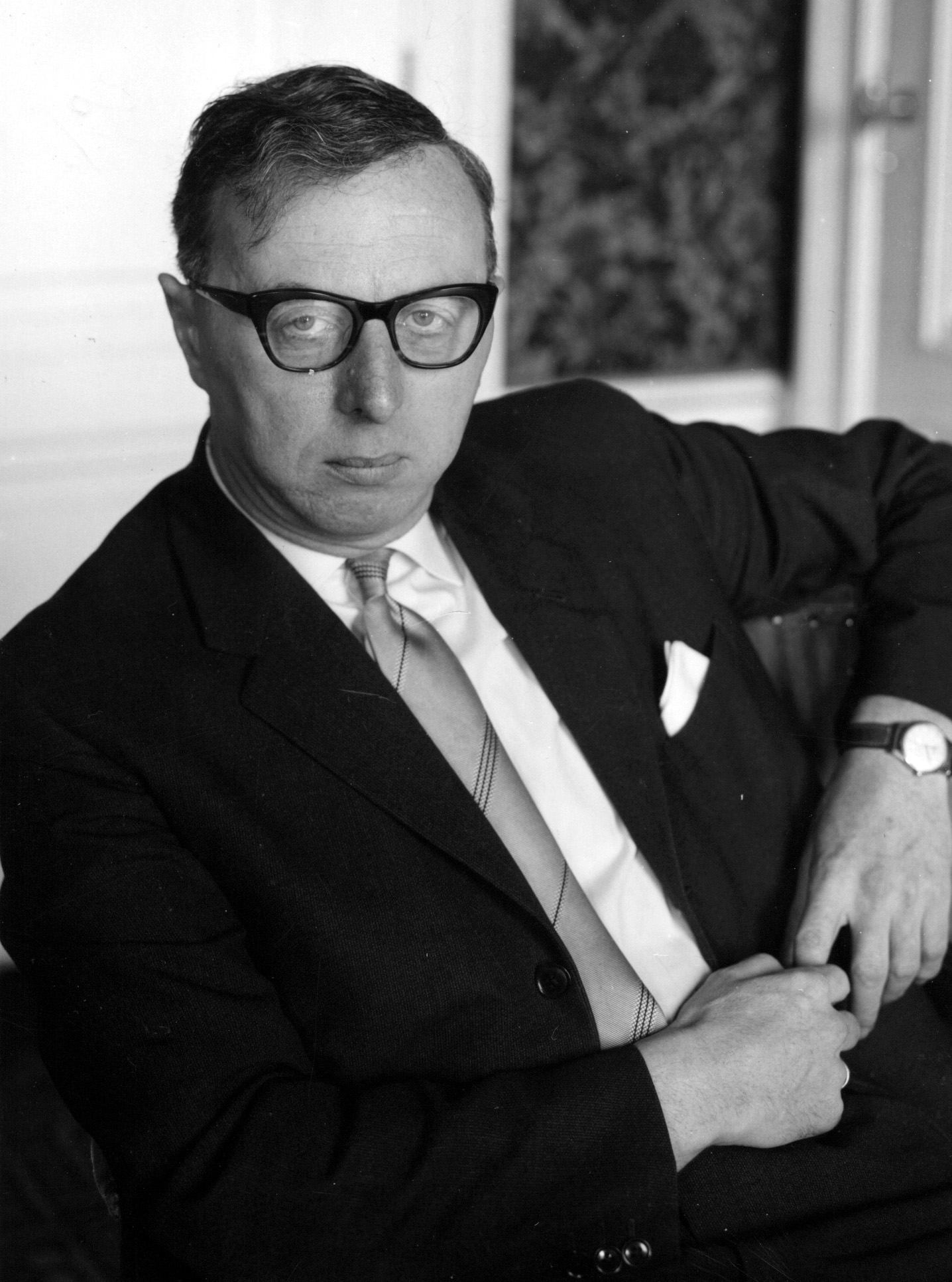
Jelle Zijlstra

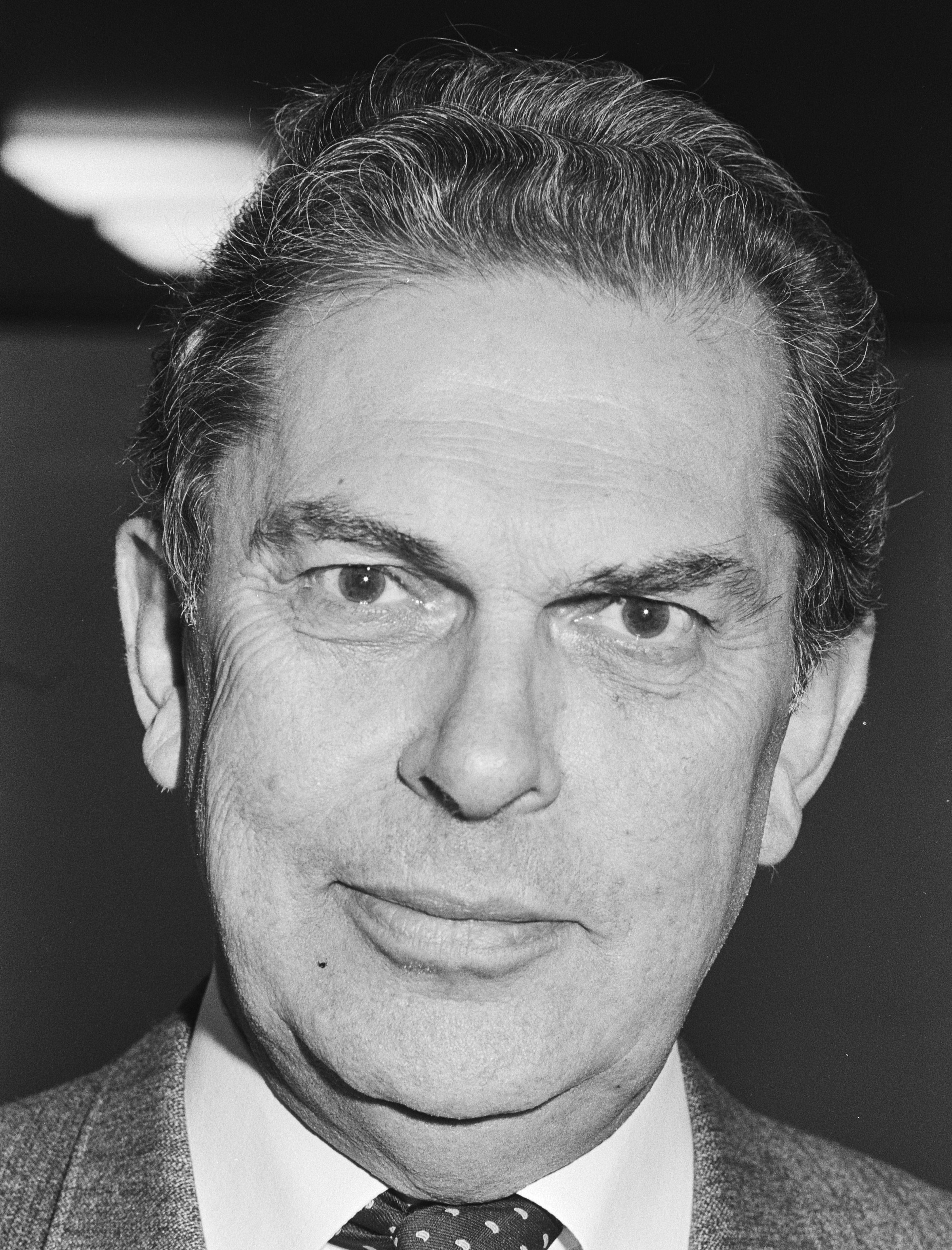
Barend Biesheuvel

Partijleiders na Kuyper waren Hendrik Colijn, Jan Schouten, Jelle Zijlstra, Sieuwert Bruins Slot, Barend Biesheuvel en Willem Aantjes. In de Tweede Wereldoorlog ging de ARP ondergronds. Veel antirevolutionairen namen deel aan het verzet. De Nederlandse regering in Londen werd geleid door ARP-voorman Pieter Sjoerds Gerbrandy.
De ARP had, vanuit haar visie op de overheid als draagster van een van God gegeven wettig gezag, grote moeite met de soevereiniteitsoverdracht aan Indonesië, die in 1949 na twee politionele acties niettemin plaatsvond. Vanaf de jaren zestig ging ze zich ontwikkelen in meer vooruitstrevende richting. Zo bleven ARP-ministers en -Kamerfractie in de nacht van Schmelzer in 1966 trouw aan het kabinet Cals-Vondeling. Vervolgens haalde de Anti-Revolutionaire voorman Jelle Zijlstra echter als premier van een tussenkabinet de kastanjes uit het vuur voor de KVP.

## Afsplitsingen
Omdat de Anti-Revolutionaire Partij sterk verbonden was met de Gereformeerde Kerken in Nederland, werkten kerkelijke conflicten vaak in de ARP door.
In 1895 zorgde een conflict tussen Kuyper en de invloedrijke Alexander de Savornin Lohman over uitbreiding van het kiesrecht (Kuyper was voor, maar Lohman tegen) dat Lohman uit de fractie stapte en de Vrij-Antirevolutionaire Partij stichtte (een van de voorlopers van de Christelijk-Historische Unie).
Ter linkerzijde van de ARP stichtte Andries Popke Staalman, die vond dat partijleider Kuyper te weinig een sociaal gezicht liet zien, in 1905 de Christen-Democratische Partij.
In 1918 richtten enkele bevindelijk gereformeerden de Staatkundig Gereformeerde Partij (SGP) op, uit onvrede over de samenwerking van de ARP met de rooms-katholieken en het overwegend Kuyperiaanse karakter van de partij. Hun voorman Gerrit Hendrik Kersten was het niet eens met enkele leerstellingen van de Gereformeerde Kerken en de ARP en vond dat de bevindelijk-gereformeerden hieruit politieke consequenties moesten trekken.
Toen de ARP eind jaren veertig geen positie wilde kiezen in een kerkelijk conflict binnen de Gereformeerde Kerken in Nederland over doop en genadeverbond, dat leidde tot de zogenaamde Vrijmaking, volgde een politieke afsplitsing in de vorm van het Gereformeerd Politiek Verbond (GPV), waarbij veel vrijgemaakt-gereformeerden zich aansloten.

## Christen Democratisch Appèl
In 1967 was de ARP samen met de Christelijk-Historische Unie (CHU) en de Katholieke Volkspartij (KVP) in gesprek over het begrip 'christelijke politiek'. De respectieve fractieleiders Biesheuvel, Mellema en Schmelzer kwamen op televisie het motto 'samen uit, samen thuis' toelichten. Onder leiding van Piet Steenkamp richtten de drie partijen in 1973 het Christen-Democratisch Appèl (CDA) op. In 1980 werden ARP, CHU en KVP opgeheven. Opvallend is, dat de ARP samen ging met een katholieke partij (KVP), terwijl zij tot laat in de jaren vijftig nog een licht negatieve opvatting had over het rooms-katholicisme.

## Leiderschap

### Partijvoorzitters
- Abraham Kuyper (3 april 1879 – 5 april 1905)
- Herman Bavinck (5 april 1905 – 17 oktober 1907)
- Abraham Kuyper (17 oktober 1907 – 31 maart 1920)
- Hendrikus Colijn (31 maart 1920 – 26 mei 1933)
- Jan Schouten (26 mei 1933 – 6 september 1939)
- Hendrikus Colijn (6 september 1939 – 18 september 1944)
  - Vacant (18 september 1944 – 5 mei 1945)
- Jan Schouten (5 mei 1945 – 22 mei 1955)
- Anton Roosjen (22 mei 1955 – 23 april 1956)
- Wiert Berghuis (23 april 1956 – 10 februari 1968)
- Anton Roosjen (10 februari 1968 – 15 juni 1968)
- Antoon Veerman (15 juni 1968 – 11 mei 1973)
- Jan de Koning (11 mei 1973 – 13 december 1975)
- Hans de Boer (13 december 1975 – 27 september 1980)

### Fractievoorzitters Tweede Kamer
- dr. A. (Abraham) Kuyper (20 mei 1894 – 1 juli 1894)
- J. (Jan) van Alphen (1 juli 1894 – 16 september 1896)
- dr. A. (Abraham) Kuyper (16 september 1896 – 31 juli 1901)
- J. (Jan) van Alphen (31 juli 1901 – 21 september 1903)
- dr. A. (Abraham) Kuyper (13 november 1908 – 18 september 1912)
- C. (Coenraad) van der Voort van Zijp (18 september 1913 – 9 juli 1919)
- mr.dr. V.H. (Victor) Rutgers (9 juli 1919 – 25 juli 1922)
- dr. H. (Hendrik) Colijn (25 juli 1922 – 15 augustus 1923)
- mr.dr. V.H. (Victor) Rutgers (21 oktober 1923 – 4 augustus 1925)
- mr. Th. (Theo) Heemskerk (16 september 1925 – 17 september 1929)
- dr. H. (Hendrik) Colijn (17 september 1929 – 24 mei 1933)
- dr. J. (Jan) Schouten (24 mei 1933 – 3 juli 1956)
- dr. J. (Jelle) Zijlstra (3 juli 1956 – 3 oktober 1956)
- mr.dr. J.A.H.J.S. (Sieuwert) Bruins Slot (3 oktober 1956 – 16 mei 1963)
- H. (Henk) van Eijsden (16 mei 1963 – 16 juli 1963)
- mr. B.W. (Barend) Biesheuvel (16 juli 1963 – 24 juli 1963)
- J. (Jan) Smallenbroek (24 juli 1963 – 14 april 1965)
- B. (Bauke) Roolvink (14 april 1965 – 23 februari 1967)
- mr. B.W. (Barend) Biesheuvel (23 februari 1967 – 6 juli 1971)
- mr. W. (Willem) Aantjes (6 juli 1971 – 7 december 1972)
- mr. B.W. (Barend) Biesheuvel (7 december 1972 – 7 maart 1973)
- mr. W. (Willem) Aantjes (7 maart 1973 – 8 juni 1977)

## Volksvertegenwoordiging

### Tweede Kamer
| Verkiezingsjaar | Partijleider/ Lijsttrekker | Aantal stemmen | % van de stemmers | Aantal behaalde zetels | Coalitie/Oppositie                        |
| --------------- | -------------------------- | -------------- | ----------------- | ---------------------- | ----------------------------------------- |
| 1918            | Abraham Kuyper             | 180.187        | 13,4%             | 13/100                 | Coalitie                                  |
| 1922            | Hendrikus Colijn           | 402.277        | 13,7%             | 16/100                 | Coalitie                                  |
| 1925            | Hendrikus Colijn           | 377.426        | 12,2%             | 13/100                 | Coalitie (1925-1926)                      |
| 1925            | Hendrikus Colijn           | 377.426        | 12,2%             | 13/100                 | Coalitie (1926-1929)                      |
| 1929            | Hendrikus Colijn           | 371.698        | 11,7%             | 12/100                 | Coalitie                                  |
| 1933            | Hendrikus Colijn           | 499.892        | 13,5%             | 14/100                 | Coalitie (1933-1935)                      |
| 1933            | Hendrikus Colijn           | 499.892        | 13,5%             | 14/100                 | Coalitie (1935-1937)                      |
| 1937            | Hendrikus Colijn           | 665.501        | 16,4%             | 17/100                 | Coalitie (1937-1939)                      |
| 1937            | Hendrikus Colijn           | 665.501        | 16,4%             | 17/100                 | Coalitie (juli-aug. 1939)                 |
| 1937            | Hendrikus Colijn           | 665.501        | 16,4%             | 17/100                 | Coalitie (1939-1940)                      |
| 1937            | Hendrikus Colijn           | 665.501        | 16,4%             | 17/100                 | Deelname in ballingschap (1940-1941)      |
| 1937            | Hendrikus Colijn           | 665.501        | 16,4%             | 17/100                 | Deelname in ballingschap (1941-1945)      |
| 1937            | Hendrikus Colijn           | 665.501        | 16,4%             | 17/100                 | Deelname in ballingschap (feb.-juni 1945) |
| 1937            | Hendrikus Colijn           | 665.501        | 16,4%             | 17/100                 | Oppositie (1945-1946)                     |
| 1946            | Jan Schouten               | 614.201        | 12,9%             | 13 / 100               | Oppositie                                 |
| 1948            | Jan Schouten               | 651.612        | 13,21%            | 13 / 100               | Oppositie                                 |
| 1952            | Jan Schouten               | 603.329        | 11,31%            | 12 / 100               | Coalitie                                  |
| 1956            | Jelle Zijlstra             | 567.535        | 9,91%             | 10 / 100               | Coalitie (1956-1958)                      |
| 1956            | Jelle Zijlstra             | 567.535        | 9,91%             | 10 / 100               | Coalitie (1958-1959)                      |
| 1959            | Jelle Zijlstra             | 563.091        | 9,39%             | 14 / 150               | Coalitie                                  |
| 1963            | Barend Biesheuvel          | 545.718        | 8,72%             | 13 / 150               | Coalitie (1963-1965)                      |
| 1963            | Barend Biesheuvel          | 545.718        | 8,72%             | 13 / 150               | Coalitie (1965-1966)                      |
| 1963            | Barend Biesheuvel          | 545.718        | 8,72%             | 13 / 150               | Coalitie (1966-1967)                      |
| 1967            | Barend Biesheuvel          | 681.060        | 9,90%             | 15 / 150               | Coalitie                                  |
| 1971            | Barend Biesheuvel          | 542.742        | 8,59%             | 13 / 150               | Coalitie (1971-1972)                      |
| 1971            | Barend Biesheuvel          | 542.742        | 8,59%             | 13 / 150               | Coalitie (1972)                           |
| 1972            | Barend Biesheuvel          | 653.609        | 8,84%             | 14 / 150               | Extra-parlementaire deelname              |

Bron: ARP en de Tweede Kamerverkiezingen tussen 1946 en 1980 

### Eerste Kamer
| Verkiezingsjaar | Aantal stemmen | % van de stemmers | Aantal behaalde zetels |
| --------------- | -------------- | ----------------- | ---------------------- |
| 1946            | -              | -                 | 7 / 50                 |
| 1948            | -              | -                 | 7 / 50                 |
| 1951            | -              | -                 | 7 / 50                 |
| 1952            | -              | -                 | 7 / 50                 |
| 1955            | -              | -                 | 7 / 50                 |
| 1956            | -              | -                 | 7 / 50                 |
| 1960            | -              | -                 | 8 / 75                 |
| 1963            | -              | -                 | 7 / 75                 |
| 1966            | -              | -                 | 7 / 75                 |
| 1969            | -              | -                 | 7 / 75                 |
| 1971            | -              | -                 | 7 / 75                 |
| 1974            | -              | -                 | 6 / 75                 |

Bron: Zetelverdeling Eerste Kamer 1946-heden 

## Leden
| Jaar | Aantal leden | Jaar | Aantal leden |
| ---- | ------------ | ---- | ------------ |
| 1946 | 86.500       | 1967 | 90.904       |
| 1950 | 102.737      | 1968 | 87.378       |
| 1955 | 98.028       | 1969 | 83.127       |
| 1956 | 95.038       | 1970 | 80.695       |
| 1957 | 97.186       | 1971 | 74.118       |
| 1958 | 99.340       | 1973 | 69.742       |
| 1959 | 99.613       | 1974 | 65.116       |
| 1960 | 97.980       | 1975 | 61.761       |
| 1961 | 98.544       | 1976 | 59.495       |
| 1962 | 100.847      | 1977 | 57.661       |
| 1963 | 98.016       | 1978 | 57.642       |
| 1964 | 95.796       | 1979 | 56.405       |
| 1965 | 94.164       | 1980 | 54.500       |
| 1966 | 93.398       |      |              |

Bron: ARP – ledentallen (Documentatiecentrum Nederlandse Politieke Partijen)

## Voetnoten
1. ↑  'Anti-revolutionair' werd tot 1995 met een liggend streepje geschreven. De huidige spelling (Wdl.Ned.taal 1995/2005) heeft nu antirevolutionair (zie ook leidraad). Omwille van historische duidelijkheid is enkel bij de voluit geschreven naam van de ARP gekozen voor de oude spelling en mét hoofdletter R).

- Library of Congress Control Number: n83200383
- Parlement.com: vh8lnhrogvuw
- Système universitaire de documentation: 027523292
- Virtual International Authority File: 127305363